# EN 716
La EN 716 Furniture - Children's cots and folding cots for domestic use è una serie di norme tecniche europee, divisa in due parti, che disciplina i requisiti di sicurezza che devono avere lettini e lettini pieghevoli ad uso domestico per bambini, ad esclusione dei lettini a dondolo.
Entrambe le parti della EN 716 sono sviluppate dal Technical Commettee CEN/TC 207 - Furniture del Comitato europeo di normazione (CEN).

## Parti
La serie di norme tecniche EN 716 è divisa nelle seguenti parti:
| Parti    | Titolo                                                                                      | Cronologia versioni(*)                                                                |
| -------- | ------------------------------------------------------------------------------------------- | ------------------------------------------------------------------------------------- |
| EN 716-1 | Furniture - Children's cots and folding cots for domestic use - Part 1: Safety requirements | EN 716-1:1995 EN 716-1:2008 EN 716-1:2008+A1:2013 EN 716-1:2017 EN 716-1:2017+AC:2019 |
| EN 716-2 | Furniture - Children's cots and folding cots for domestic use - Part 2: Test methods        | EN 716-2:1995 EN 716-2:2008 EN 716-2:2008+A1:2013 EN 716-2:2017                       |

(*) Nota: le norme indicate in grigio sono state ritirate.

## Contenuti
La norma EN 716 definisce specifici test atti a ricercare potenziali pericoli per i prodotti per l'infanzia, che includono:
- problemi di stabilità
- fessure in cui il bambino potrebbe infilare le dita (ad esempio: spazio tra le doghe di un lettino)
- bordi taglienti o spigoli appuntiti
- piccole parti che possono staccarsi ed essere ingerite.

## Recepimenti
Le norme EN 716-1 e EN 716-2 sono recepite in Italia dalle norme UNI EN 716-1 Mobili - Letti e letti pieghevoli ad uso domestico per bambini - Parte 1: Requisiti di sicurezza e UNI EN 716-2 Mobili - Letti e letti pieghevoli ad uso domestico per bambini - Parte 2: Metodi di prova.